# Tempo decimale

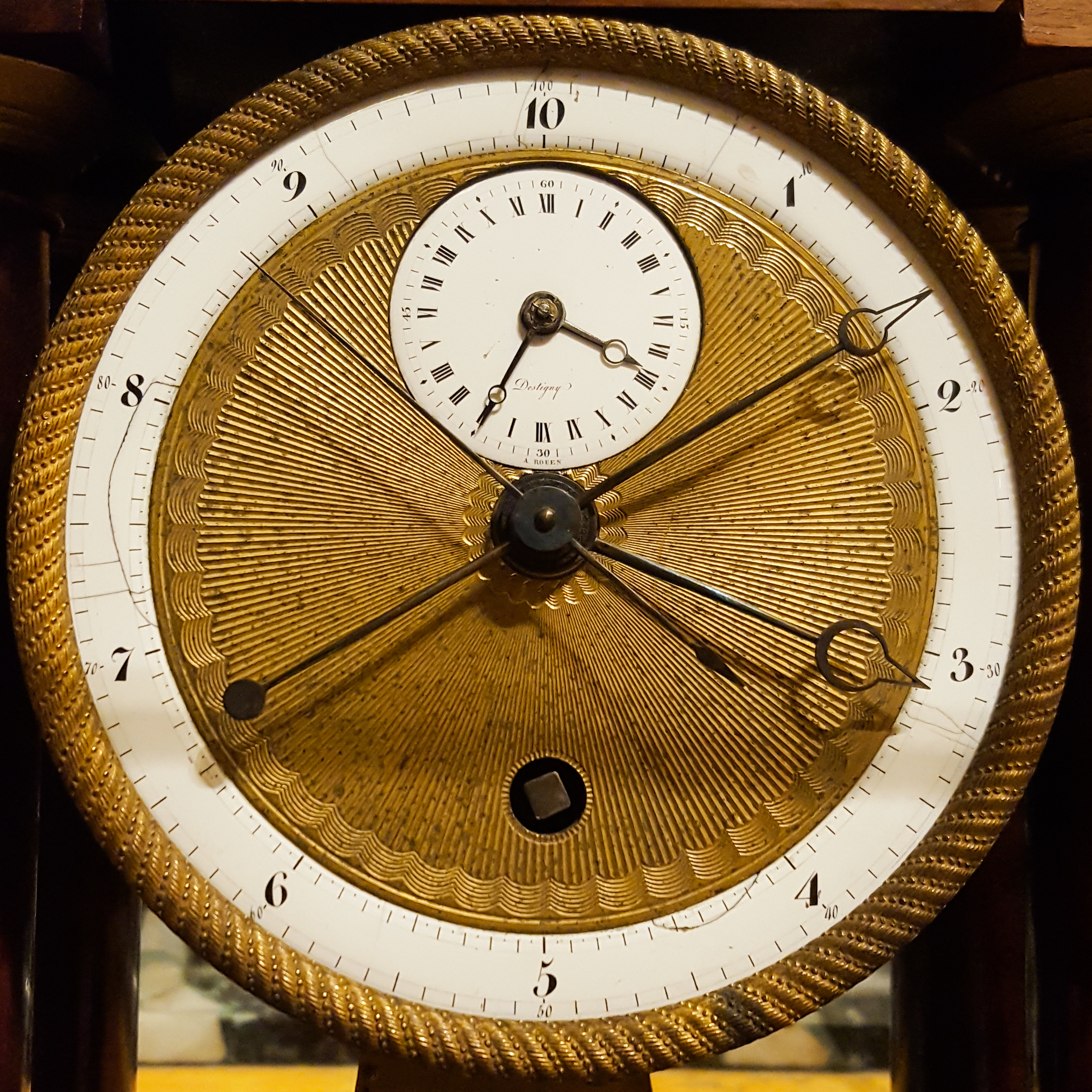
Orologio decimale francese dei tempi della rivoluzione. Sul quadrante esterno si trovano le ore decimali in cifre arabe, mentre quello piccolo segna l'ora nel formato a 24 ore con i numeri romani.

Il tempo decimale è un modo di misurare il tempo che divide il giorno in unità che stanno tra loro in rapporti pari a potenze di 10.
Spesso questo termine indica in modo specifico il sistema usato per qualche anno in Francia durante la Rivoluzione francese, il quale divideva il giorno in 10 ore decimali che erano a loro volta divise in 100 minuti decimali; ogni minuto decimale era diviso in 100 secondi decimali, 100 000 secondi decimali formavano quindi un giorno.
Il principale vantaggio di questo sistema è che poiché si usa la base 10 per la divisione del tempo le conversioni risultano molto più semplici (per esempio 1:23:45 equivale a 1,2345 ore decimali, a 123,45 minuti decimali, a 12 345 secondi decimali e anche a 0,12345 giorni). Questa proprietà permette di scrivere una marca temporale in modo lineare indicando l'orario come parte decimale del giorno (per esempio 01/02/2000.123 equivarrebbe a 1 ora e 23 minuti decimali dopo la mezzanotte del primo febbraio del 2000).

## Storia

### Cina
Il tempo decimale è stato usato in Cina per gran parte della sua storia assieme al sistema duodecimale. Nel I millennio a.C. il giorno era diviso in 12 ore doppie (時辰T, 时辰S, shí chénP) come anche in 10 shi e 100 ke (刻S, kèP).
Durante tre brevi intervalli di tempo il giorno è stato diviso in un diverso numero di ke: 120 dal 5 al 3 a.C., 96 dal 507 al 544 d.C. e 108 dal 544 al 565 d.C.
Molti dei circa 50 calendari cinesi dividevano ulteriormente i ke in 100 fen, anche se alcuni dividevano i ke in 60 fen.
Nel 1280 il calendario Shoushi divise i fen in 100 miao. Il tempo decimale cinese cadde in disuso nel 1645 quando il calendario Shixian, basato sull'astronomia europea e portato in oriente dai Gesuiti, adottò la divisione della giornata in 96 ke, ciascuno della durata di un quarto d'ora.

### Francia
Jean le Rond d'Alembert scrisse nel 1754 nella Encyclopédie: "È auspicabile che tutte le divisioni, per esempio quelle della livre, del sou, della toise, del giorno, dell'ora, ecc. siano basate sulle potenze di 10. Questa divisione risulterebbe in calcoli molto più facili e comodi ed è preferibile alle arbitrarie divisioni della livre in venti sou, del sou in venti denari, del giorno in ventiquattro ore, dell'ora in 60 minuti, etc".
Claude Boniface Collignon propose nel 1788 di dividere il giorno in 10 ore da 100 minuti, ogni minuto in 1000 secondi e ogni secondo in 1000 tierces. La distanza percorsa all'equatore dal terminatore in un tierce, pari ad un miliardesimo della circonferenza terrestre, avrebbe costituito una nuova unità di lunghezza, equivalente a 4 centimetri.
Il tierce sarebbe stato ulteriormente diviso in 1000 quatierces, chiamati da Collignon "microscopici punti di tempo". Collignon suggerì anche una settimana di 10 giorni e la divisione dell'anno in 10 mesi.
Il tempo decimale fu ufficialmente introdotto durante la Rivoluzione francese. Jean-Charles de Borda fece una proposta sul tempo decimale il 5 novembre 1792. Il 5 ottobre 1793 la Convenzione nazionale emanò un decreto che stabiliva: "Il giorno, da mezzanotte a mezzanotte, è diviso in dieci parti, ogni parte in altre dieci e così via fino alla più piccola porzione misurabile di tempo".
A queste parti fu dato un nome il 24 novembre 1793: la prima divisione fu chiamata ora e si aggiunse: "La centesima parte dell'ora è chiamata minuto decimale, la centesima parte del minuto è chiamata secondo decimale".
Mezzanotte fu quindi chiamata dix heures (dieci ore) o zero heures (zero ore) e mezzogiorno fu chiamato cinq heures (cinque ore). Quantunque gli orologi mostrassero l'ora sia nel formato standard sia in quello decimale, quest'ultimo non è mai diventato di uso comune: il suo utilizzo ufficiale iniziò il 22 settembre 1794 ma cessò di essere obbligatorio il 7 aprile 1795, con la stessa legge che introdusse il sistema metrico.
Nonostante ciò, il tempo decimale fu usato in molte città, tra cui Marsiglia e Tolosa, dove un orologio decimale con la sola lancetta delle ore rimase al Campidoglio per cinque anni.
Due dei quattro quadranti dell'orologio del palazzo delle Tuileries mostrarono l'ora decimale fino al 1801.
Il tempo decimale era parte di un più ampio tentativo di decimalizzazione nella Francia rivoluzionaria che includeva anche la riforma della valuta e l'adozione del sistema metrico e fu introdotto come parte del calendario rivoluzionario francese che divideva i mesi in 3 décades da 10 giorni. Il tempo decimale era basato sull'ora solare apparente del luogo, come era già prassi.
Alla Conferenza internazionale dei meridiani del 1884 la seguente risoluzione fu approvata senza voti contrari: "La Conferenza esprime la speranza che gli studi per estendere il sistema decimale alla divisione dello spazio angolare ed al tempo possano essere ripresi al più presto nei casi in cui questi portano reali vantaggi".
Negli anni '90 del XIX secolo Joseph Charles François de Rey-Pailhade propose un nuovo sistema di tempo decimale che benché fosse stato largamente diffuso non ottenne nessun risultato.
I francesi tentarono di decimalizzare di nuovo la divisione del giorno nel 1897, quando la Commission de décimalisation du temps fu creata dal Bureau des longitudes, con il matematico Henri Poincaré come segretario. La commissione adottò un compromesso, originariamente proposto da Henri de Sarrauton della Oran Geographical Society, di conservare la giornata di 24 ore, ma di dividere ogni ora in 100 minuti decimali e ogni minuto in 100 secondi. Il piano non fu accettato e fu abbandonato nel 1900.

### Svizzera
Il 23 ottobre 1998 la compagnia svizzera Swatch introdusse un tempo decimale chiamato Swatch Internet Time che divide il giorno in 1000 minuti decimali (della durata di 86,4 secondi) chiamati .beats . Lo Swatch Internet Time varia tra @000 e @999 ed è basato sul Tempo dell'Europa Centrale. Una linea dipinta presso il quartier generale di Swatch nella città svizzera di Bienne è stata dichiarata essere il meridiano di Bienne e il Tempo dell'Europa Centrale è stato rinominato "Bienne Meantime" (BMT), anche se non corrisponde all'ora locale media di Bienne.

## Conversioni
|                  | Secondi | Minuti | Ore     | h:mm:ss.sss |
| ---------------- | ------- | ------ | ------- | ----------- |
| Secondo decimale | 0.864   | 0.0144 | 0.00024 | 0:00:00.864 |
| Minuto decimale  | 86.4    | 1.44   | 0.024   | 0:01:26.400 |
| Ora decimale     | 8,640   | 144    | 2.4     | 2:24:00.000 |

| GMT al momento del caricamento della pagina () | GMT al momento del caricamento della pagina () |
| Formato a 24 ore                               | Tempo decimale                                 |
| ---------------------------------------------- | ---------------------------------------------- |
| 04:22:40                                       | 1:82:40                                        |
| 04:22:40                                       | 1h 82m 40s                                     |
| 04:22:40                                       | 0.18240 d                                      |

## Altri tipi di tempo decimale

### Frazioni decimali dell'ora
Nonostante il fallimento della proposta di Henri de Sarrauton l'utilizzo di frazioni decimali dell'ora è rimasto di uso comune in determinati contesti.
Per esempio è comune trovare questo tipo di rappresentazione nei libri paga per semplificare i calcoli. Gli orologi marcatempo, infatti, spesso rilevano gli orari di lavoro in decimi o centesimi d'ora.
In campo aeronautico, dove sovente si presenta la necessità di sommare orari in un ambiente complicato, si semplificano i calcoli adottando questo metodo (per esempio invece di sommare 1:36 e 2:36 ottenendo 3:72 che equivale a 4:12 si sommano 1,6 ore e 2,6 ore ottenendo 4,2 ore).

### Frazioni di giorno
A volte in ambito scientifico o informatico si indica un orario come frazione decimale di un giorno. Questo tipo di rappresentazione può essere apposto ad una data per indicare un preciso momento come nei seguenti esempi (che si riferiscono al mezzogiorno del 1º gennaio 2000):
- Data gregoriana: 1º gennaio 2000.5
- TLE: 00001.50000000
- Data giuliana: 2451545.0
- Data Excel: 36526.5

Questo sistema è usato per esprimere le epoche dei parametri orbitali.

### Multipli e sottomultipli del secondo nel SI
Il secondo è l'unità di misura del tempo nel SI. Per intervalli di tempo inferiori o superiori al secondo si possono usare i multipli e i sottomultipli del secondo.
È possibile riferirsi ad un orario come al numero di secondi (o kilosecondi) trascorsi dalla mezzanotte (per esempio le 15:45 equivarrebbero a 56700 s o 56,7 ks dopo la mezzanotte) ma è una pratica molto rara.

### In ambito scientifico
In ambito scientifico è comune indicare gli intervalli di tempo come numeri decimali, poiché è più semplice rispetto all'utilizzo di minuti, secondi, ore (per via della base sessagesimale) e mesi (per via della loro durata variabile).
Secondi in un minuto
Poiché ci sono 60 secondi in un minuto, un decimo di minuto equivale a 60/10 = 6 secondi.
| Minuti  | 0,1 | 0,2 | 0,3 | 0,4 | 0,5 | 0,6 | 0,7 | 0,8 | 0,9 | 1,0 |
| Secondi | 6s  | 12s | 18s | 24s | 30s | 36s | 42s | 48s | 54s | 60s |

Minuti in un'ora
Poiché ci sono 60 minuti in un'ora, un decimo d'ora equivale a 60/10 = 6 minuti.
| Ore    | 0,1 | 0,2 | 0,3 | 0,4 | 0,5 | 0,6 | 0,7 | 0,8 | 0,9 | 1,0 |
| Minuti | 6m  | 12m | 18m | 24m | 30m | 36m | 42m | 48m | 54m | 60m |

Ore in un giorno
Poiché ci sono 24 ore in un giorno, un decimo di giorno equivale a 24/10 = 2,4 ore (2 ore e 24 minuti).
| Giorni     | 0,1    | 0,2    | 0,3    | 0,4    | 0,5 | 0,6     | 0,7     | 0,8     | 0,9     | 1,0 |
| Ore/minuti | 2h 24m | 4h 48m | 7h 12m | 9h 36m | 12h | 14h 24m | 16h 48m | 19h 12m | 21h 36m | 24h |

Giorni in un anno
Poiché ci sono circa 365 giorni in un anno, un decimo di anno equivale a circa 365/10 = 36,5 giorni. Quindi l'anno 2000.5 è il 2 luglio 2000. Più precisamente, un anno giuliano dura esattamente 365,25 giorni, quindi un decimo di anno giuliano equivale a 36,525 giorni (36 giorni, 12 ore e 36 minuti).
| Anni     | 0,1             | 0,2              | 0,3            | 0,4             | 0,5            | 0,6            | 0,7            | 0,8                | 0,9              | 1,0               | 1.0             |
| Giorni   | 0               | 36,525           | 73,050         | 109,575         | 146,100        | 182,625        | 219,150        | 255,675            | 292,200          | 328,725           | 365,250         |
| Data Ora | 1 gennaio 00:00 | 6 febbraio 12:36 | 15 marzo 01:12 | 20 aprile 13:48 | 27 maggio 2:24 | 1 luglio 15:00 | 8 agosto 03:36 | 13 settembre 16:12 | 20 ottobre 04:48 | 25 novembre 17:24 | 1 gennaio 06:00 |

Questi valori, basati sull'anno giuliano, sono spesso usati in astronomia o in altre scienze collegate. Un anno gregoriano, che tiene conto delle eccezioni del calendario gregoriano, è lungo 365,2425 giorni (la lunghezza media di un anno nel ciclo di 400 anni). Un decimo di anno gregoriano dura quindi 36,52425 giorni (3155695,2 secondi o 36 giorni, 12 ore, 34 minuti e 55,2 secondi).